# 排隊 (遊戲)
排隊（波蘭語：Kolejka）是2011年2月波蘭國家記憶院發售的一款圖版遊戲。遊戲的發售目的是提醒波蘭年輕世代不要忘記共產主義時代的苦難。遊戲的獲勝目標是排隊買到商品，因此被評為「世界上最無聊的遊戲」。這款遊戲的波蘭語版銷售了兩萬份。在2012年還發售了日文、英文、德文、西班牙文、俄羅斯文版，2013年更發售了法文版。